# Gründlach (Adelsgeschlecht)

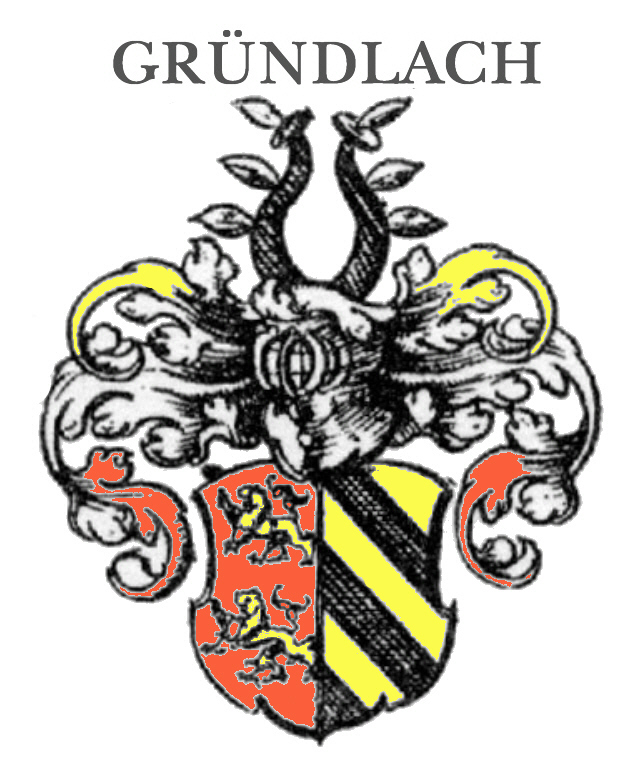
Das Wappen derer von Gründlach

Die Herren von Gründlach waren Reichsministerialen im Dienste der Könige und Kaiser und zählten zu den ältesten und bedeutendsten Familien des Nürnberger Landes. Sie erscheinen zwischen ca. 1140 und ihrem Erlöschen um 1315. Die Nebenlinie Berg-Hertingsberg starb erst 1464 aus.

## Geschichte
Der Ursprung der Gründlacher (auch: de Grinedla, die Herdegen von Gründlach, Grindela de Monto) ist nicht eindeutig geklärt. Sie stammten aber wahrscheinlich von den Herren von Berg ab. Sie hatten ihren Stammsitz im gleichnamigen Gründlach (heute: Großgründlach). Im 13. Jahrhundert legten sie hier, wahrscheinlich im Auftrag des Reiches, eine Burg an. Verschiedenen Untersuchungen zufolge ist der wahrscheinlichste Standort dieser ursprünglichen Burg auf dem Gelände des heutigen Hallerschlosses zu suchen. Gründlach wurde der Mittelpunkt ihrer ausgedehnten Herrschaft. Im Gebiet des Sebalder Reichswaldes, beiderseits der Regnitz und der Erlanger Schwabach, im Seebachgrund sowie an der Bibert und Zenn konzentrierten sich ihre Besitzungen.

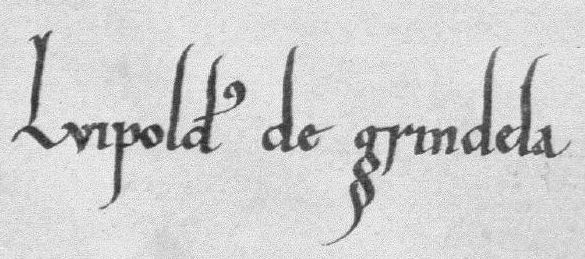

Die erste Erwähnung eines Lupold von Gründlach (Grindela) datiert wohl von 1142. Die entsprechende Urkunde König Konrads III. ist aber verunechtet.
Ein jüngerer Zweig der Familie, der sich von Berg-Hertingsberg nannte, wurde an der Bibert und Zenn ansässig.
Um 1248 war Herdegen von Gründlach zusammen mit Heinrich von Tann und Graf Hermann von Henneberg auf der Seite des Bamberger Bischofs am Meranischen Erbfolgekrieg beteiligt. In der Folge gewann die Familie an Einfluss und Besitz. Die Gründlacher waren durch Heirat mit den Edelfreien von Schlüsselberg (siehe: Konrad II. von Schlüsselberg) und den Edelfreien von Ahorn verbunden. Ihr Reichtum zeigte sich, unter anderem, durch die Stiftung des Dominikanerinnenklosters Frauenaurach im Jahr 1267. Die Ernennung Leopolds von Gründlach zum Bischof von Bamberg im Jahr 1296 bezeugt ebenfalls den Einfluss der Familie.
Um 1314/15 sind die Gründlacher in männlicher Linie erloschen. Die Alleinerbin war Margarete von Gründlach. Sie und ihr Ehemann, Graf Gottfried von Hohenlohe-Brauneck, waren 1323 gezwungen, den größten Teil der Besitzungen an Burggraf Friedrich IV. von Nürnberg zu verpfänden und 1326 zu verkaufen.
Die Linie derer von Berg-Hertingsberg, die um 1400 noch zahlreiche Reichslehen (unter anderem: Tennenlohe und Oberasbach) besaßen, erlosch 1464.

## Ehemalige Besitzungen (Auszug)
- ????–1277 Burg Ahorn
- ????–1278 Flechsdorf (heute: Flexdorf)[7]
- ????–1315 Gründlach (Großgründlach) – vererbt an die Hohenlohe-Brauneck, 1326[8] Verkauf an den Burggrafen von Nürnberg
- ????–1315 Malmsbach (Schloss Malmsbach) – vererbt an die Hohenlohe-Brauneck, 1326[8] Verkauf an den Burggrafen von Nürnberg
- ????–1315 Behringersdorf (Reichslehen), nachfolgend im Besitz der Burggrafen von Nürnberg
- ????–1315 Hohenstadt – vererbt an die Hohenlohe-Brauneck, 1326[8] Verkauf an den Burggrafen von Nürnberg
- ????–1315 Röckenhof bei Kalchreuth – blieb bis 1390 im Besitz der Grafen von Hohenlohe-Brauneck als Erben derer von Gründlach.
- ????–1315 Poxdorf – nachfolgend im Besitz der Bischöfe von Bamberg
- ????–1315 Marloffstein – vererbt an die Hohenlohe-Brauneck, 1341[8] Verkauf an den Bischof von Bamberg
- ????–131? das Lehen Kairlindach bei Weisendorf[9]

## Familienmitglieder in Auswahl
- Lupold I. Gründlach (de Grinedla), Reichsministerialer bei König Konrad III. und Friedrich Barbarossa, geb. 1089  gest. 1172
- Herdegen I. Gründlach, geb. 1114  gest.1191, Reichsministerialer von Friedrich I. Barbarossa und Heinrich VI., 1135 erwähnt als Zeuge des Bischofs von Bamberg, 30. Mai 1191 vor Neapel bei Heinrich VI. als „Reichsschenk Herdegen von Nürnberg“ genannt.
- Lupold II. von Gründlach, geb. 1158 gest.1216, am 5. Februar 1200 als Zeuge von König Philipp in einer Würzburger Urkunde genannt.
- Leopold (Lupold III.) von Gründlach, geb. 1190 gest.1242, Begleiter von Heinrich VII., erwähnt am königlichen Hof bis 18. November 1234
- Eberhard von Gründlach „von Berg“, geb. 1189 gest. 1246.
- Herdegen von Gründlach, Stifter des Dominikanerinnenklosters Frauenaurach.
- Leopold I. von Gründlach, Bischof von Bamberg

## Wappen

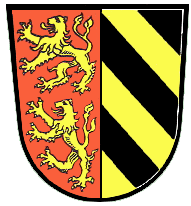
Wappen von Oberasbach

Gespaltener Schild, rechts: in rot zwei steigende leopardierte Löwen übereinander, links: fünfmal geteilt schräg rechts in schwarz/silber (oder evtl. schwarz/gold – Ähnlich dem Wappen von Oberasbach)